# Conwentzia yunguiana
Conwentzia yunguiana is een insect uit de familie van de dwerggaasvliegen (Coniopterygidae), die tot de orde netvleugeligen (Neuroptera) behoort. 
De wetenschappelijke naam Conwentzia yunguiana is voor het eerst geldig gepubliceerd door Z.-q. Liu & C.-k. Yang in 1993.